# Katalánská rallye 2017
Katalánská rallye 2017 (oficiálně 53º Rally RACC Catalunya – Costa Daurada) byl 11. podnik Mistrovství světa v rallye 2017 (WRC), který konal v Katalánsku 6. října až 8. října 2017. Absolutním vítězem se stala posádka Kris Meeke a Paul Nagle. Závod o délce 312,02 km se jel na šotolině a asfaltu.

## Průběh závodu

### 1. etapa
První etapa Katalánské rallye měla celkem 6 rychlostních zkoušek o délce 115,9 km. První erzeta Caseres měřila 12,50 km, druhá Bot 6,50 km a třetí Terra Alta měla 38,95 km. Všechny erzety se jely dvakrát.
První šotolinový test vyhrál Ott Tänak o 1,8 s před Norem Madsem Østbergem (Ford) a 2,1 s před Belgičanem Thierrym Neuvillem (Hyundai). Na dalších pozicích byli Kris Meeke (Citroen; +2,7 s), Francouz Sébastien Ogier (Ford; +3,0 s) a Nor Andreas Mikkelsen (Hyundai; +3,1 s). Ott Tänak po erzetě uvedl: „Zatím tam nejsou žádné vyjeté stopy. Z auta mám dobrý pocit.“ Ve druhé rychlostní zkoušce zajel Ott Tänak druhý nejrychlejší čas, když jej překonal Kris Meeke o 0,4 s. O třetí místo se dělili Dani Sordo (Hyundai) a Mads Østberg. Na konci erzety Kris Meeke uvedl: „Jsem zatím spokojen, jak jedu. Nečistí se tolik, jak jsem čekal.“ Estonský závodník poznamenal, že neměl s kluzkou tratí větší problémy a má z vozu dobrý pocit. Třetí (šotolina a asfalt) a také nejdelší RZ celého podniku vyhrál Andreas Mikkelsen. Ott Tänak zaznamenal 6. nejrychlejší čas a na Mikkelsena ztratil 11,7 sekund. Následoval Østberg (+2,7 s), Ogier (+2,8 s), Meeke (+9,6 s) a Sordo (+10,9 s). Ott Tänak poté řekl: „Na té asfaltové části se nám rozsvítil alarm pneumatiky a já myslel, že máme defekt. Rozhodilo mě to.“ Mikkelsen, který vyhrál test, se tak dostal do čela závodu. Druhý Østberg ztrácel na Mikkelsena 0,6 s. Ogier ztrácel 4,6 s a čtvrtý Tänak 7,4 s.
Čtvrtý rychlostní test vyhrál finský jezdec Jari-Matti Latvala (Toyota), který překonal Daniho Sorda 0,3 s a svého krajana Esapekku Lappiho o 0,9 s. „Náročné. Docela je tam stopa, ale kolem je to hodně hluboké“, řekl Tänak ve finiši. Mads Østberg se díky rychlejšímu čas dostal v celkovém pořadí před Mikkelsena a vedl 0,3 s před svým krajanem. Sébastien Ogier držel 3. místo. Pátou rychlostní zkoušku nejlépe zvládl Kris Meeke, za ním byl Mikkelsen (0,8 s) a Sordo (1,3 s). Meeke se díky rychlému času dostal před Tänaka, který klesl na 5. místo. Do čela znovu dostal Mikkelsen, který měl na Østberga 0,8 s. Třetí místo držel Ogier se ztrátou 9,2 s. Následoval Ott Tänak (+10,6 s) a Sordo (+11,0 s). Šestý test vyhrál Sebastien Ogier, který překonal Meeka o 0,8 s. Mikkelsen zaznamenal ztrátou 7,8 s, avšak stále byl celkově první. Druhý z dvojice Norů, Mads Østberg, zaznamenal ztrátu 14,2 s a klesl na 5. místo. Poslední test dne však nedokončil Jari-Matti Latvala, který musel ze soutěže odstoupit z důvodu unikajícího oleje. Problémy měl i estonský jezdec, který po testu vedl: „Odpoledne bylo náročné. Na asfaltu nám odešly brzdy.“ Technické problémy měl také Mads Østberg, který řekl: „Auto je plné prachu a vyhřívání se zaseklo, v autě je snad 100 stupňů, jak se mám soustředit? Debilní problémy.“
Pořadí po 1. etapě
| 1 | Andreas Mikkelsen | Citroën | 1:11.56,3 | 6  | Dani Sordo        | Hyundai | + 10,8   |
| 2 | Sebastien Ogier   | Ford    | + 1,4     | 7  | Thierry Neuville  | Hyundai | + 12,8   |
| 3 | Kris Meeke        | Citroën | + 3,0     | 8  | Juho Hänninen     | Toyota  | + 33,6   |
| 4 | Ott Tänak         | Ford    | + 6,3     | 9  | Stephane Lefevbre | Citroën | + 1.02,2 |
| 5 | Mads Østberg      | Ford    | + 7,1     | 10 | Esapekka Lappi    | Toyota  | + 1.05,5 |

### 2. etapa
Druhá etapa měla 7 rychlostních zkoušek, který dohromady měly 121,86 km a jela se celá na asfaltu. Sedmá a desátá erzeta El Montmell měla 24,40 km, osmá a jedenáctá El Pont d'Armentera 21,29 km, devátá a jedenáctá Savallà 14,12 km a poslední Salou měřila jen 2,24 km.
Sedmou rychlostní zkoušku vyhrál Kris Meeke, který se díky času posunul ze 3. místa do čela závodu. Díky druhému času se Dani Sordo posunul na 4. místo v celkovém pořadí. Ott Tänak po testu řekl: „Nejsem spokojen s autem, nechce zatáčet, pokusíme se to zlepšit.“ Problémy měl také Thierry Neuville, který řekl: „Auto je šíleně nedotáčivé v každé zatáčce, nedá se to řídit.“ Osmou erzetu vyhrál Juho Hänninen. Na druhou příčku v celkovém pořadí se dostal Dani Sordo. Propad o 3 místa naopak zaznamenal Andreas Mikkelsen. Desátou rychlostní zkoušku vyhrál Juho Hänninen. Dělené druhé místo zaznamenali Ott Tänak a Esapekka Lappi, kteří zaostali jen o 2,9 s. Díky dobrému času se Ott Tänak také posunul na průběžné druhé místo.
Desátou rychlostní zkoušku vyhrál Thierry Neuville. Druhý nejlepší čas měli Dani Sordo a Esapekka Lappi, kteří zastali o pouhou desetinu sekundy. Dani Sordo se tak dostal znovu na 2. místo v celkovém pořadí a odsunul Tänaka na 3. místo. Jedenáctou erzetu a dvanáctou erzetu vyhrál Sébastien Ogier. Dvanáctý rychlostní test poznamenaly problémy Daniho Sorda a Andrease Mikkelsena, kteří na tom samém místě trefily kámen. Vůz Daniho Sorda utrpěl poškození řízení, Mikkelsen navíc vylomil kolo. Třináctou a zároveň nejkratší erzetu vyhrál Sébastien Ogier, za ním byl 0,6 s český jezdec Jan Kopecký. Do sekundy se dostal ještě Kris Meeke, který ztratil 0,9 s.
Pořadí po 2. etapě
| 1 | Kris Meeke       | Citroën | 3:01.21,1 | 6  | Esapekka Lappi    | Toyota  | + 1.22,1 |
| 2 | Sébastien Ogier  | Ford    | + 13,0    | 7  | Mads Østberg      | Ford    | + 1.39,8 |
| 3 | Ott Tänak        | Ford    | + 14,5    | 8  | Stephane Lefevbre | Citroën | + 2.00,7 |
| 4 | Juho Hänninen    | Toyota  | + 34,0    | 9  | Elfyn Evans       | Ford    | + 3.15,1 |
| 5 | Thierry Neuville | Hyundai | + 53,2    | 10 | Eric Camilli      | Ford    | + 5.40,8 |

### 3. etapa
Poslední etapa měla 6 rychlostních zkoušek o celkové délce 74,26 km. První erzeta měřila 6,28 km, druhá 16,35 km a třetí měla 16,35 km. Všechny erzety se jely dvakrát. Třetí etapa nejlépe sedla Krisu Meekovi, který vyhrál všech 5 ze 6 rychlostních testů. V patnáct erzetě Esapekka Lappi havaroval a musel ze závodu odstoupit. V sedmnáctém erzetě Thierry Neuville trefil kámen a také závodu musel odstoupit. Poslední 19. rychlostní zkoušku, která byla zároveň powerstage, vyhrál Dani Sordo o 3,5 s před Krisem Meekem. Tři body za 3. místo získal Sébastien Ogier, 2 body Ott Tänak a 1 bod za 5. místo Juho Hänninen.
Vítězem Katalánské rallye se stal Kris Meeke, který po závodě řekl: „Není to o tom, kolikrát jste dole, ale kolikrát se dokážete zvednout. Už se mně to v kariéře párkrát podařilo. Víme dobře, že auto je na asfaltu dokonalé. Pro všechny v týmu je to velké povzbuzení.“ Sebastien Ogier poznamenal: „Dobrá práce, i když to nebylo jednoduché. Po skvělém pátku nám to nešlo v sobotu ráno, pak už jsme našel rytmus. Máme dobré body.“ Ott Tänak dodal: „Dělali jsme, co šlo. Dobré body i pro tým.“
Pořadí po 3. etapě
| 1 | Kris Meeke      | Citroën | 3:01.21,1 | 6  | Stephane Lefevbre   | Citroën | + 2.43,0 |
| 2 | Sebastien Ogier | Ford    | + 28,0    | 7  | Elfyn Evans         | Ford    | + 4.37,4 |
| 3 | Ott Tänak       | Ford    | + 33,0    | 8  | Teemu Suninen       | Ford    | + 8.22,7 |
| 4 | Juho Hänninen   | Toyota  | + 54,1    | 9  | Jan Kopecký         | Škoda   | + 8:54,5 |
| 5 | Mads Østberg    | Ford    | + 2.26,2  | 10 | Ole Christian Veiby | Škoda   | + 9:04,8 |